# Campaña de Oriente
La Campaña de Oriente de 1813, fue una campaña militar emprendida por los jefes independentistas.

## Campaña
Tras la victoria de los leales al Rey de España y el fin de la Primera República de Venezuela muchos patriotas venezolanos emigraron hacia las Antillas, y otros, orientales, hacia la colonia británica de isla de Trinidad desde donde planearon una ofensiva a tierra firme para liberar el este venezolano.
De Trinidad pasaron hacia el islote británico de Chacachacare donde en una asamblea Santiago Mariño fue nombrado jefe de la expedición y planearon las operaciones. Tras la firma del Acta de Chacachare los orientales se embarcan en una goleta cargada con municiones y zarpan hacia tierra firme, cruzan las Bocas del Dragón y desembarcan en la península de Paria. El grupo, conocido como "los cuarenta y cinco de Chacachare", se dividen en dos grupos: el primero al mando de Mariño y el segundo con  José Francisco Bermúdez.

## Batallas
La columna de Mariño asalta Güiria el 13 de enero tomándola con un ataque tipo comando, de allí partió Bermúdez en dirección a Cumaná tomando Irapa en el camino el 15 de ese mes. Francisco Cerveriz intentó recuperar Irapa pero fue rechazado y se retiró a Yaguaraparo. El hermano de Bermúdez, José Bernardo, dirigió una columna hacia el sur tomando Maturín el 2 de febrero.
Tras conocer los sucesos de oriente, Monteverde zarpa de La Guaira con unos 550 hombres hacia oriente. El 25 de mayo intenta tomar Maturín pero es derrotado por Manuel Piar en la Batalla del Alto de Los Godos. Fue uno de los cinco intentos realistas de tomar la región y fue notable la participación de mujeres en el combate, tales como Juana Ramírez «La Avanzadora».
Monteverde encarga las operaciones en oriente al brigadier Juan Manuel Cajigal y se dirige hacia Caracas vía Barcelona para intentar detener el avance de la invasión de Bolívar al occidente del país. El 3 de agosto Mariño entra a Cumaná y el 18 a Barcelona.